# 克鲁莱夫斯基新庄园
克鲁莱夫斯基新庄园（波蘭語：Nowy Dwór Królewski）是位于波蘭庫亞維-波美拉尼亞省的村莊。面积3.37平方公里。該村成立於中世紀。
在村里有一座19世纪宮殿。

## 畫廊

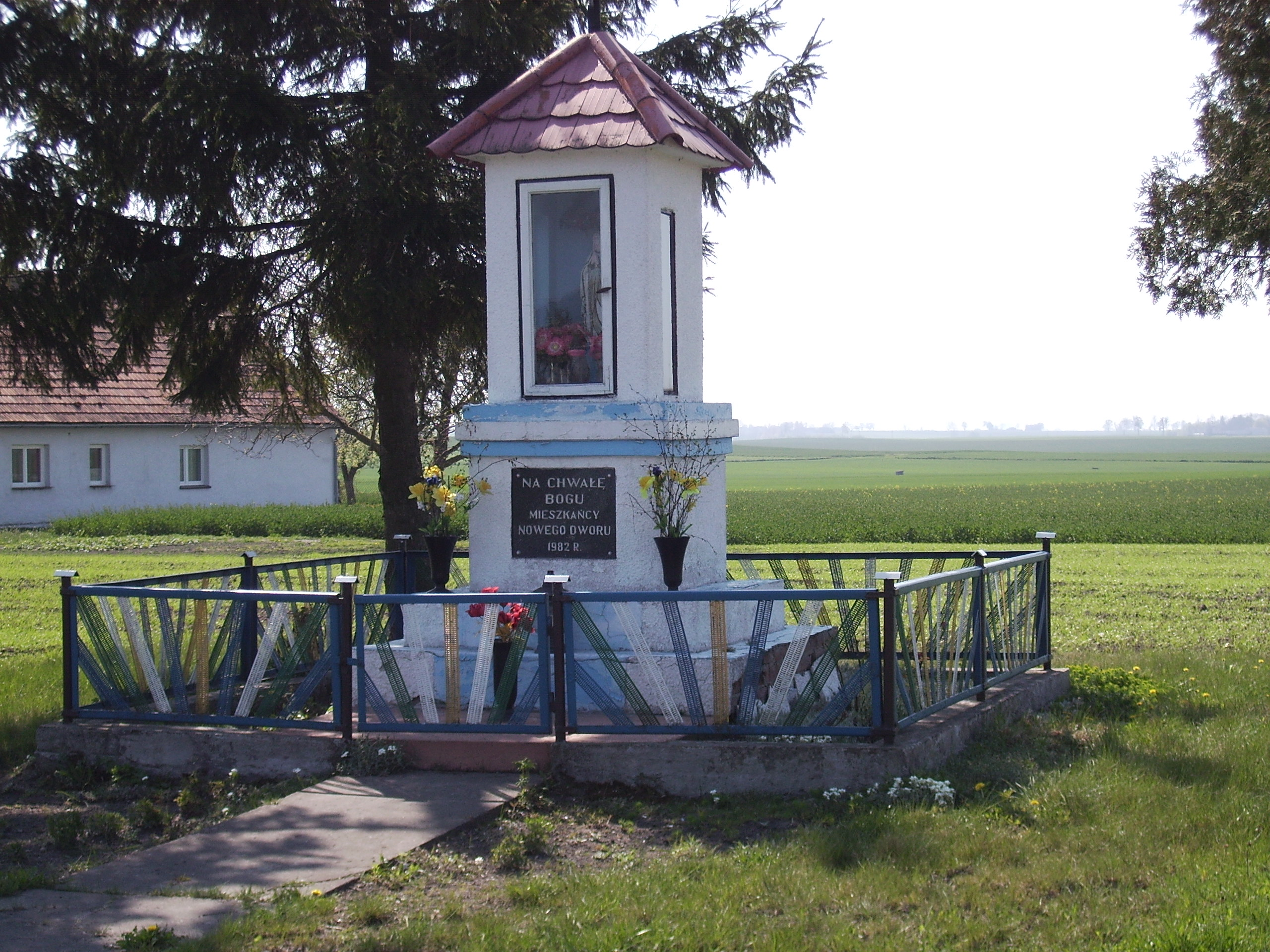
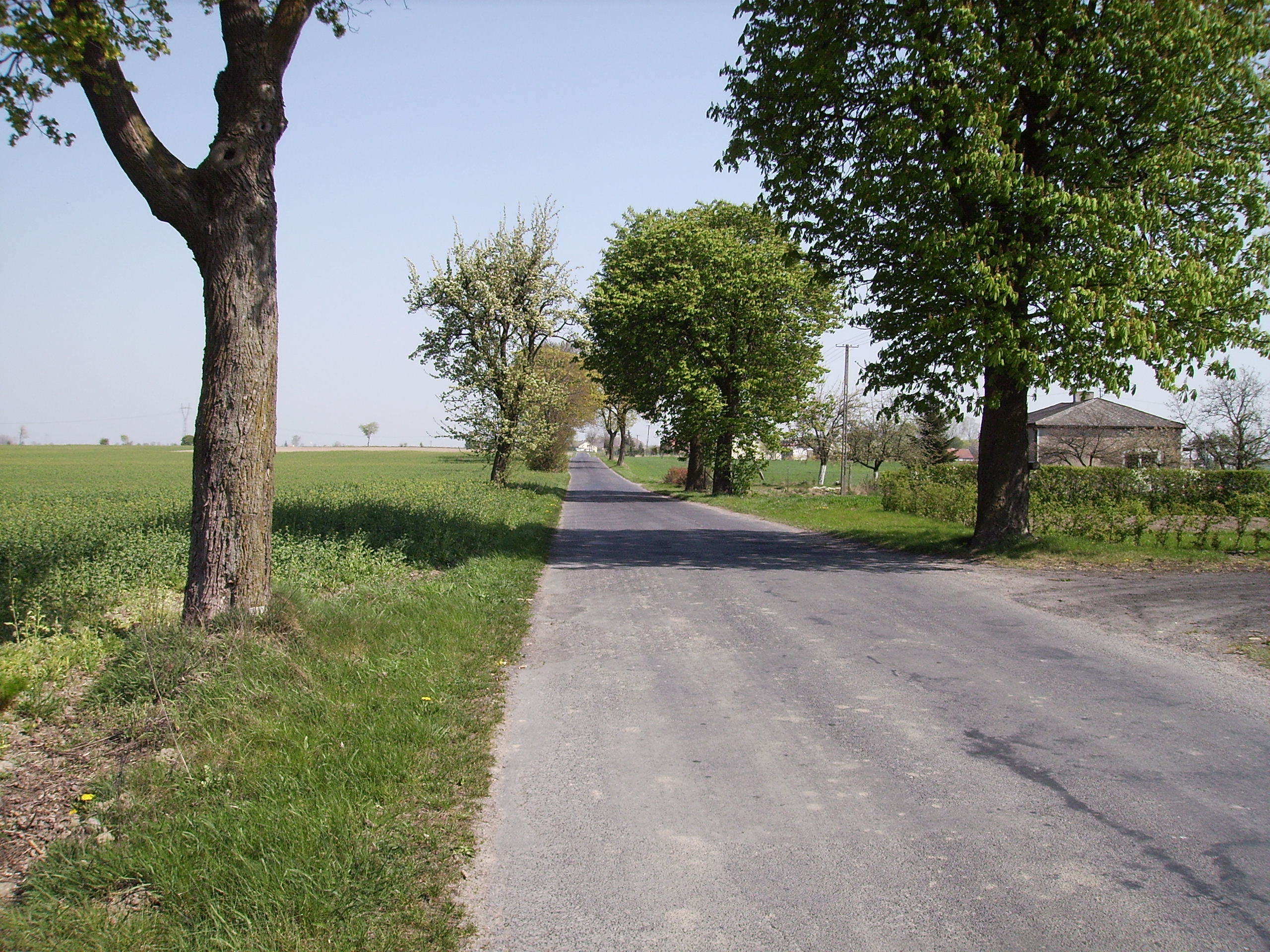